# Le Châtelier

Le Châtelier este o comună în departamentul Marne, Franța. În 2009 avea o populație de 59 de locuitori.